# Paparazzi (filme)
Paparazzi é um filme norte-americano do ano de 2004 do gênero ação, dirigido por Paul Abascal e produzido pela empresa de Mel Gibson (que faz uma ponta), a Icon Productions.
Parte do filme, principalmente do acidente, é aparentemente inspirada na morte da Princesa Diana.

## Sinopse
Bo Laramie é um grande astro em ascensão em Hollywood. Porém, os paparazzi - repórteres que fotografam pessoas famosas sem autorização, expondo em público as atividades que eles fazem em seu cotidiano - perseguem Bo, sua mulher Abby e seu filho de oito anos devassando a família deste publicando inúmeras mentiras em tablóides sensacionalistas. Os paparazzi inescrupulosos acabam provocando um terrível acidente com sua família e agora Bo decide se vingar deles.

## Elenco
- Cole Hauser - Bo Laramie
- Dennis Farina - Detetive Burton
- Robin Tunney - Abby Laramie
- Tom Sizemore - Rex Harper
- Daniel Baldwin - Wendell Stokes
- Tom Hollander - Leonard Clark
- Chris Rock - entregador de Pizza